# Delegació del Govern d'Espanya a la Comunitat de Madrid
La Delegació del Govern d'Espanya a la Comunitat de Madrid és l'òrgan de la secretaria d'Estat de Política Territorial, pertanyent al Ministeri de Política Territorial i Funció Pública, que representa el Govern espanyol a la comunitat autònoma de Madrid. Des del 30 de març de 2023 el càrrec de delegat el sustenta Francisco Martín Aguirre.

## Titulars
- 1984-1986: José María Rodríguez Colorado
- 1986-1991: Ana María de Vicente-Tutor Guarnido
- 1991-1992: Segismundo Crespo Valera
- 1992-1993: Miguel Solans Soteras
- 1993-1994: Arsenio Lope Huerta
- 1994-1996: María del Pilar Lledó Real
- 1996-2000: Pedro Núñez Morgades
- 2000-2004: Francisco Javier Ansuátegui Gárate
- 2004-2006: Constantino Méndez Martínez
- 2006-2009: María Soledad Mestre
- 2009-2011: Amparo Valcarce
- 2011-2012: María Dolores Carrión Martín
- 2012-2015: Cristina Cifuentes Cuencas
- 2015-2018: Concepción Dancausa Treviño[3][4]
- 2018-2019: José Manuel Rodríguez Uribes[5]
- 2019-2020: María Paz García Vera
- 2020-2021: José Manuel Franco Pardo
- 2021-2023: Mercedes González Fernández
- 2023-actualitat: Francisco Martín Aguirre[2]